# Hussam Abu Dawood
Hussam Bin Ahmed Bin Sulaiman Bin Ahmed Bin Sulaiman Bin Dawood Bin Ali Bin Khader Al Hadiri Abu Dawood (arabe : حسام بن أحمد بن سليمان بن أحمد بن سليمان بن داود بن علي بن خضر الحضيري أبو داود) (né en 1965 à Djeddah en Arabie saoudite) est un joueur de football international saoudien, qui évoluait au poste d'attaquant.

## Palmarès
Al Ahli Djeddah
| - Championnat d'Arabie saoudite (1) : - Champion : 1983-84. - Vice-champion : 1989-90. - Meilleur buteur : 1983-84 (12 buts). - Coupe Crown Prince d'Arabie saoudite (1) : - Vainqueur : 1998. - Coupe du Roi des champions d'Arabie saoudite (1) : - Vainqueur : 1983. - Finaliste : 1984. |  | - Coupe de la Fédération d'Arabie saoudite : - Finaliste : 1989 et 1991. - Coupe d'Asie des clubs champions : - Finaliste : 1985-86. - Coupe du Golfe des clubs champions (1) : - Vainqueur : 1985. |